# 莱谢克·德罗戈什
莱谢克·德罗戈什（波蘭語：Leszek Drogosz，1933年1月6日—2012年9月7日），波兰男子拳击运动员。他曾代表波兰参加1952年、1956年和1960年夏季奥林匹克运动会拳击比赛，其中1960年奥运会获得一枚铜牌。